# Carneades quadrinodosa
Carneades quadrinodosa là một loài bọ cánh cứng trong họ Cerambycidae.